# Willem Pieter d'Auzon de Boisminart
Willem Pieter d'Auzon de Boisminart (Maastricht, december 1776 – Utrecht, 2 januari 1870) was een Nederlandse militair en schrijver.
In 1787 trad hij in krijgsdienst. Hij streed in de Revolutieoorlogen tegen de Fransen. In 1795 nam hij als trouw aanhanger van het Huis van Oranje ontslag. Daarna streed hij achtereenvolgens in het Oostenrijkse leger, als vaandrig in Engeland en als luitenant in het Vorstendom Fulda. In 1806 nam hij opnieuw dienst in het Koninkrijk Holland. In 1814 werd hij kapitein in het nieuw opgerichte Nederlandse leger en in 1819 nam hij als majoor der infanterie zijn eervol ontslag. Sedertdien leefde hij te IJsselstein in werkzame rust tot 1823, toen hij opnieuw als administrateur van kleding en wapening in dienst trad en naar Maastricht ging. Zijn heesheid maakte hem voor hoofdofficier minder geschikt. Een jaar later werd hij commandant van het invalidenhuis te Leiden, was dit tot 1844 en vestigde zich daarna te Utrecht, waar hij 2 januari 1870 overleed.
Hij schreef: Herinneringen uit den veldtocht van Rusl., 's-Gravenh. en Amst. 1824; Gedenkschr. (1788-1840), 3 dln. 's-Gravenh. 1841-'45; Proeve eener herhaalde beschouwing over het wenschelijke der stichting van een asyl voor ontslagen oudgediende krijgslieden, Utr. 1859; Krijgsmansdeugd, aangewezen in een viertal edele voorbeelden, Utr. 1859; De gedenkdag van Waterloo, beschouwd in het licht der geschiedenis en het nationale plichtgevoel, Utr. 1861;
de Nederlandsche vlag, proeve van onderzoek onder welke driekleur onze vaderen tegen Spanje gestreden hebben Utr. 1862; Een waardige stichting, Rotterd. 1863; Herinneringen van een oud-officier uit het tijdvak van 1793 tot en met 1815, Amst. 1863; Moskou en Waterloo, Utr. 1863. Voorts nog verscheiden vlugschriften en opstellen hetzij afzonderlijk uitgegeven, hetzij in tijdschriften en kranten geplaatst.